# Nesticidae
Nesticidae Simon, 1894 è una famiglia di ragni appartenente all'infraordine Araneomorphae.

## Etimologia
Il nome deriva dal greco νηστικός, nestikòs cioè che è proprio del tessere, per l'abilità nell'intessere la ragnatela, ed il suffisso -idae, che designa l'appartenenza ad una famiglia.

## Caratteristiche
Detti anche ragni dei ponteggi fra ragnatele, in inglese scaffold web spider, per gli arditi ed elaborati collegamenti fra ragnatele che costruiscono, questi piccoli ragni hanno varie affinità con gli appartenenti la famiglia Theridiidae; come essi sui tarsi delle zampe hanno un pettine dentellato con il quale riescono a filare l'ordito delle filiere in modo elaborato.

## Comportamento
Sono ragnetti troglobi o epitroglobi di qualsivoglia tipo di cavità, forra o caverna.

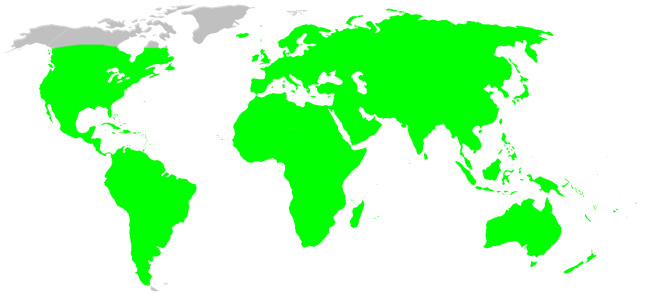
Nesticidae, distribuzione

## Distribuzione
Pressoché cosmopoliti, i generi Nesticus e Eidmannella sono tra i più diffusi al mondo; la specie Eidmannella pallida, presente in alcune cavità delle pianure del Texas, a causa della coltivazione intensiva si può considerare a rischio di estinzione.

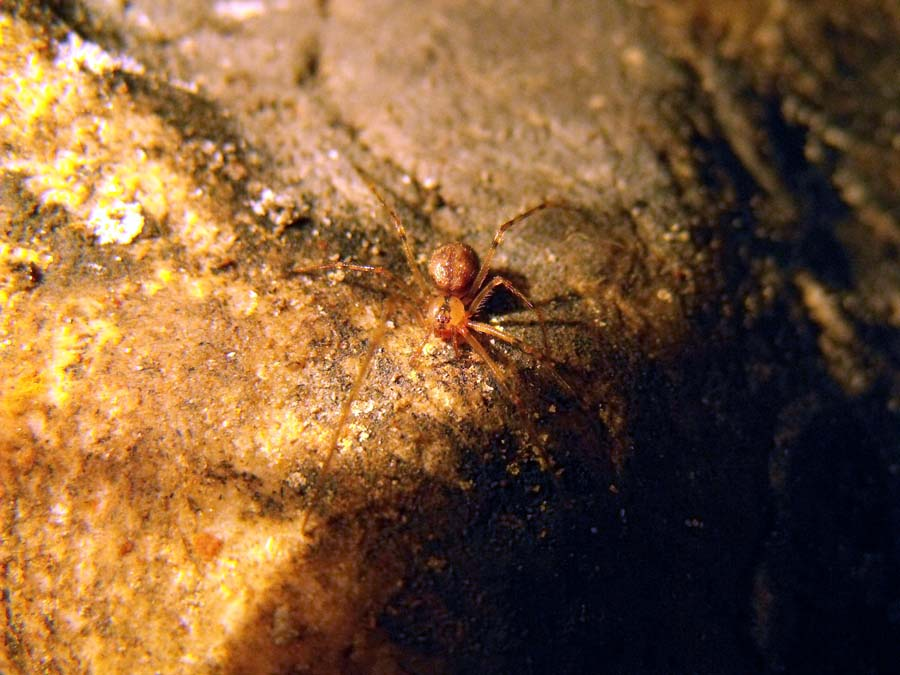
Nesticus eremita

## Tassonomia
Attualmente, a novembre 2020, si compone di 16 generi e 279 specie; sono stati anche rinvenuti esemplari di quattro generi e 11 specie fossili; la suddivisione in sottofamiglie segue quella dell'entomologo Joel Hallan::
- Aituaria Esyunin & Efimik, 1998 - Russia, Georgia
- Canarionesticus Wunderlich, 1992 - Isole Canarie
- Carpathonesticus Lehtinen & Saaristo, 1980 - Europa orientale, Italia
- Cyclocarcina Komatsu, 1942 - Giappone
- Domitius Ribera, 2018 - Italia, Spagna, Portogallo
- Eidmannella Roewer, 1935 - cosmopolita
- Gaucelmus Keyserling, 1884 - Africa, Australia, Asia
- Hamus Ballarin & Li, 2015 - Tibet
- Kryptonesticus Pavlek & Ribera, 2017 - Europa, Turchia, introdotto in Nuova Zelanda
- Nescina Ballarin & Li, 2015 - Cina
- Nesticella Lehtinen & Saaristo, 1980 - Africa, Asia, Australia
- Nesticus Thorell, 1869 - America, Eurasia
- Pseudonesticus Liu & Li, 2013 - Cina
- Speleoticus Ballarin & Li, 2016 - Cina, Giappone
- Typhlonesticus Kulczynski, 1914 - Montenegro
- Wraios Ballarin & Li, 2015 - Cina

### Generi e specie fossili
- Acrometinae Wunderlich, 1979
  - Balticonesticus Wunderlich, 1986 †;

-   - Balticonesticus flexuosus Wunderlich, 1986 †;

- - Eopopino Petrunkevitch, 1942 †;

-   - Eopopino budrysi Eskov & Marusik, 1992 †;
  - Eopopino inopinatus affinis Wunderlich, 1986 †;
  - Eopopino inopinatus inopinatus Wunderlich, 1986 †;
  - Eopopino longipes Petrunkevitch, 1942 †;
  - Eopopino palanga Eskov & Marusik, 1992 †;
  - Eopopino rarus rarus Wunderlich, 1986 †;
  - Eopopino rarus solitarius Wunderlich, 1986 †;
  - Eopopino rudloffi Wunderlich, 2004 †;

- - Heteronesticus Wunderlich, 1986 †;

-   - Heteronesticus magnoparacymbialis Wunderlich, 1986 †;

- - Hispanonesticus Wunderlich, 1986 †;

-   - Hispanonesticus latopalpus Wunderlich, 1986 †;